# Slavičín
Slavičín (pronunție în cehă [ˈslavɪtʃiːn]) este un oraș în regiunea Zlín a Republicii Cehe. Prima oară a fost amintit în 1141.

## Localități înfrățite
- Nová Dubnica (Slovacia)
- Uhrovec (Slovacia)